# Francisco I de Lorena
Francisco I de Vaudémont (Nancy, 23 de agosto de 1517-Remiremont, 12 de junio de 1545) fue de duque de Lorena y Bar, durante 363 días a partir de 1544 hasta 1545. Era hijo primogénito del duque Antonio de Lorena y Bar, y Renata de Borbón-Montpensier.

## Biografía
Marqués de Pont-à-Mousson en su juventud, pasó parte de su infancia en la corte francesa (ya que era el ahijado del rey Francisco I). Para mantener el equilibrio entre Francia y el Imperio, se casó con una sobrina de Carlos V, Cristina de Dinamarca.
El año 1540 marca una evolución en el conflicto entre la Casa de Valois y los Habsburgo. Francisco I ha renunciado a Italia y el campo de batalla entre los dos beligerantes avanza más hacia el norte, y Lorena se convirtió en un campo de batalla potencial. Su padre Antonio trata de alentar una política de neutralidad pacífica. 
Así, mientras el duque Antonio se encuentra negociando con Carlos V, su hijo Francisco se compromete un enfoque similar al rey de Francia, pero sin éxito, y así las tropas imperiales e invaden el ducado en la primavera de 1544 para atacar a la Champagne. Antonio murió poco después, el 14 de junio de 1544, y Francisco le sucede. 
Sigue la política de neutralidad del padre y actúa como intermediario entre los dos monarcas. Jugó un papel importante en las negociaciones que llevaron a la Paz de Crépy el 18 de septiembre de 1544, pero el duque murió nueve meses más tarde, dejando dos hijas y un hijo de dos años bajo la regencia de su viuda Cristina y su hermano Nicolás, Obispo de Metz. 

## Matrimonio y descendencia
Se casó en Bruselas el 10 de julio de 1541 con Cristina de Oldemburgo (1521-1590), hija de Cristián II de Dinamarca, Noruega y Suecia y de la archiduquesa-infanta Isabel de Austria, hermana del emperador Carlos V, que fue corregente de su hijo desde 1545 hasta 1552. Tuvieron los siguientes hijos:
- Carlos (1543-1608) que le sucedió, casado en 1559 con Claudia de Francia (1547-1575);
- Renata (1544-1602), casada en 1568 con Guillermo V de Wittellsbach, duque de Baviera (1548-1626);[2]
- Dorotea (1545-1621), casada en primeras nupcias en 1575 con el duque Erico II de Brunswick-Calenberg (1528-1584)[3] y en segundas nupcias (1597) en Rye con el marqués de Marc de la Palud Varambon, conde de la Roche y Villersexel (fallec. 1598);

## Ancestros
| Francisco I, Duque de Lorena | Padre: Duque Antonio de Lorena  | Abuelo paterno: Duque Renato II de Lorena                                | Padre del abuelo paterno: Duque Ferry II de Lorena                               |
| Francisco I, Duque de Lorena | Padre: Duque Antonio de Lorena  | Abuelo paterno: Duque Renato II de Lorena                                | Madre del abuelo paterno: Yolanda de Anjou                                       |
| Francisco I, Duque de Lorena | Padre: Duque Antonio de Lorena  | Abuela paterna: Duquesa Felipa de Güeldres                               | Padre de la abuela paterna: Adolphe, Duque de Gueldre                            |
| Francisco I, Duque de Lorena | Padre: Duque Antonio de Lorena  | Abuela paterna: Duquesa Felipa de Güeldres                               | Madre de la abuela paterna: Duquesa Catalina de Borbón                           |
| Francisco I, Duque de Lorena | Madre: Duquesa Renata de Borbón | Abuelo materno: Conde Gilberto de Borbón-Montpensier, Delfín de Auvernia | Padre del abuelo Materno: Conde Luis I de Borbón-Montpensier, Delfín de Auvernia |
| Francisco I, Duque de Lorena | Madre: Duquesa Renata de Borbón | Abuelo materno: Conde Gilberto de Borbón-Montpensier, Delfín de Auvernia | Madre del abuelo Materno: Gabrielle de La Tour d'Auvergne                        |
| Francisco I, Duque de Lorena | Madre: Duquesa Renata de Borbón | Abuela materna: Condesa Clara Gonzaga                                    | Padre de la abuela materna: Duque Federico I Gonzaga                             |
| Francisco I, Duque de Lorena | Madre: Duquesa Renata de Borbón | Abuela materna: Condesa Clara Gonzaga                                    | Madre de la abuela Materna: Margarita de Baviera                                 |